# Algathia dispex
Algathia dispex là một loài tò vò trong họ Ichneumonidae.